# Salitja
Salitja és un poble al municipi de Vilobí d'Onyar, a la comarca de la Selva. És a la riba esquerra del riu Onyar i a recés del volcà de La Crosa de Sant Dalmai; a uns 10 quilòmetres de la ciutat de Girona. Limita amb les poblacions de Sant Dalmai, Estanyol, Aiguaviva, Riudellots de la Selva i Vilobí d'Onyar. Les Fonts de Salitja, amb l'ermita de la Mare de Déu de les Fonts és el sobreeixidor natural del volcà, d'on surt la Riera de les Fonts, afluent del riu Onyar. La data més antiga en què es documenta és de l'any 1019. L'església de Santa Maria de Salitja és del segle xvii. Com a gran infraestructura hi ha l'aeroport Internacional Girona Costa Brava. Té una població d'uns 300 habitants. Els seus camps són cultivats amb cereals d'hivern, blat de moro i hortícoles per a l'ús particular. Hi ha algunes granges de vaques lleteres i de porcs. No hi ha cap indústria important. Alguns masos són força antics i grans, com Can Boades, Can Tries, Can Bes o Can Colomer.

## Festes locals
- Gener: Cavalcada dels Reis Mags d'Orient a la plaça Major el 5 de gener
- Febrer/Març: Fira de la Botifarra Dolça: fira popular que es fa els dies de Carnestoltes
- Agost: Festa Major de Salitja: se celebra al voltant de les festes de la Mare de Déu d'Agost (15 d'agost)
- Agost: Concurs de Cançó de Salitja: és un dels actes més importants dins de la Festa Major i que aplega més públic, se sol fer l'últim dia de la festa que normalment cau en 15 d'agost
- Setembre: Aplec de la Mare de Déu de les Fonts de Salitja (primer diumenge)
- Desembre: Cagada del tió a la plaça el 24 de desembre

## Paisatge urbà
- L'església parroquial de Santa Maria de Salitja
- La piscina de Salitja, una iniciativa de l'Associació de Pares de Família "Les Fonts", obre les portes cada estiu per als seus associats i al públic en general.
- Els Delmes de Salitja i la Rectoria de Salitja és un edifici propietat del Bisbat de Girona cedit a l'Ajuntament pel seu ús en activitats del casal d'estiu i l'associacionisme local.